# Ben Harper
Ben Harper (Pomona, California, 28 de octubre de 1969) es un músico estadounidense. 

## Biografía
Creció entre Claremont y Pomona, ambas situadas en la región de Inland Empire, en una familia de músicos de orígenes muy diversos: su abuela paterna era medio negra medio india cherokee y su bisabuela materna era rusa judía, procedente de Lituania. Fue a ella a quien dedicó su álbum Welcome to the cruel world.
Creció escuchando soul, folk, blues, r&b, reggae, hip hop, jazz y country entre otros, dándole un estilo muy particular a su música. Su evolución le ha llevado a introducir ritmos urbanos y sonidos étnicos, llegando a grabar versiones de Led Zeppelin, The Verve o Marvin Gaye. En lo que a sus influencias se refiere, podemos encontrar entre ellas grupos musicales y artistas tan diversos como Bob Marley, Robert Johnson, David Lindley, Chris Darrow, Led Zeppelin, Queen, Pink Floyd, Nirvana, Pearl Jam y Jeff Buckley, sin olvidar la influencia del blues de Jimi Hendrix y de bandas del jam como los Blues Traveler o Hootie & The Blowfish. También cabe decir que fue alumno de los cantautores negros de los años 1970 Bill Withers y Curtis Mayfield. Sus letras abordan temas como la paz, Dios y la religión, el medio ambiente o la política, a nivel conflictivo y con connotación reivindicativa.
Harper firmó con Virgin Records en 1992, año en el que grabó Pleasure and pain junto con Tom Freund, álbum que se limitó a 1.500 copias en vinilo. En 1994 publicó Welcome to the cruel world, que no recibirá la atención de la crítica hasta dos años más tarde. En 1995, el político Fight for your mind sale a la luz. Su tercer álbum, en 1998, fue The will to live, que se orientó hacia el blues y el folk alternativo, empezando a sonar en varias radios y contando con la aparición de su grupo de apoyo: los Innocent Criminals. Mientras tanto, escribió para otros artistas, colaborando con Beth Orton, John Lee Hooker y Govt' Mule.
En 1997 y 1999 tocó en los Tibetan Freedom Concerts y se convirtió en telonero de grupos como R.E.M., Radiohead, Metallica, Pearl Jam y The Fugees. En 1999 publicó Burn to shine, colección de canciones que se pasean entre el jazz, el funk y el folk. En 2000 se convirtió en telonero de la gira de Dave Matthews Band y a comienzos de 2001 publicó Live from Mars, directo acústico y eléctrico de la gira del año anterior. 
En 2003 sacó Diamonds on the inside y en 2004 se unió a los Blinds Boys of Alabama en el álbum There will be a light. En 2005 y también junto con los Blinds Boys of Alabama salió a la venta Live at the Apollo, álbum en directo.
En 2006 publicó su séptimo álbum de estudio, un doble CD que llevó por título Both sides of the gun. En 2007 salió a la venta en España Lifeline, álbum grabado en el Studio Gang de París nada más terminar la gira europea del año anterior, en tan solamente siete días y junto a la banda The Innocent Criminals. Lifeline fue grabado íntegramente con una clásica mezcladora analógica de 16 pistas, sin utilizar ordenadores ni pro-tools en ningún momento del proceso de la grabación. Este último álbum fue concebido, y sus canciones compuestas, prácticamente durante la gira de conciertos de su anterior álbum. El álbum recoge once temas, y tuvo como primer sencillo «In the colours».
En 2009 Ben Harper dejó aparcada su banda The Innocent Criminals para sacar a la luz su décimo álbum, White lies for dark times, junto con la banda Relentless 7, dando así un giro genuinamente roquero a su carrera. Compuesto por otros once temas, el primer sencillo fue «Shimmer and Shine».
En enero de 2013 apareció el disco Get Up!, en el que Ben Harper está acompañado por el célebre armonicista de blues Charlie Musselwhite.

## Discografía

### Álbumes de estudio
| Título                     | Nombre del álbum | Posicionamiento en listas | Posicionamiento en listas | Posicionamiento en listas | Posicionamiento en listas | Posicionamiento en listas | Posicionamiento en listas | Posicionamiento en listas | Certificación                                                                                            |
| Título                     | Nombre del álbum | US                        | AUS                       | SWI                       | FRA                       | NZ                        | ITA                       | POR                       | Certificación                                                                                            |
| -------------------------- | --- | ------------------------- | ------------------------- | ------------------------- | ------------------------- | ------------------------- | ------------------------- | ------------------------- | --- |
| Welcome to the Cruel World | - Álbum por Ben Harper - Lanzado: 8 de febrero de 1994 - Sello: Virgin Records                                             | —                         | 94                        | —                         | 11                        | —                         | —                         | —                         | - AUS: Gold - CAN: Gold - FRA: Platinum                                                                  |
| Fight for Your Mind        | - Álbum por Ben Harper - Lanzado: 1995 - Sello: Virgin Records                                                             | —                         | 34                        | —                         | 39                        | 7                         | —                         | —                         | - CAN: Platinum - FRA: Gold                                                                              |
| The Will to Live           | - Álbum por Ben Harper - Lanzado: 17 de junio de 1997 - Sello: Virgin Records                                              | 89                        | 17                        | —                         | 4                         | 1                         | —                         | —                         | - AUS: Platinum - FRA: Platinum                                                                          |
| Burn to Shine              | - Álbum por Ben Harper and the Innocent Criminals - Lanzado: 21 de septiembre de 1999 - Sello: Virgin Records              | 67                        | 2                         | 34                        | 2                         | 5                         | —                         | —                         | - AUS: Platinum - FRA: Platinum - NZ: Platinum                                                           |
| Diamonds on the Inside     | - Álbum por Ben Harper - Lanzado: 11 de marzo de 2003 - Sello: Virgin Records                                              | 19                        | 2                         | 3                         | 2                         | 2                         | 1                         | 10                        | - AUS: 2×Platinum - CAN: Gold - FRA: Platinum - ITA: Platinum - POR: Silver - SWI: Gold - NZ: 2×Platinum |
| There Will Be a Light      | - Álbum por Ben Harper and The Blind Boys of Alabama - Lanzado: 21 de septiembre de 2004 - Sello: Virgin Records           | 81                        | 6                         | 3                         | 1                         | 7                         | 1                         | 7                         | - AUS: Gold - FRA: 2×Gold                                                                                |
| Both Sides of the Gun      | - Álbum por Ben Harper - 21 de marzo de 2006 - Sello: Virgin Records                                                       | 7                         | 1                         | 4                         | 2                         | 1                         | 1                         | 3                         | - AUS: Platinum - CAN: Gold - FRA: Platinum - SWI: Gold - NZ: Platinum                                   |
| Lifeline                   | - Álbum por Ben Harper & the Innocent Criminals - Lanzado: 28 de agosto de 2007 - Sello: Virgin Records                    | 9                         | 7                         | 1                         | 1                         | 6                         | 1                         | 5                         | - AUS: Gold - FRA: Platinum - SWI: Gold                                                                  |
| White Lies for Dark Times  | - Álbum por Ben Harper y Relentless7 - Lanzado: 5 de mayo de 2009 - Sello: Virgin Records                                  | 9                         | 17                        | 7                         | 6                         | 11                        | 7                         | 23                        | - FRA: Gold                                                                                              |
| Give Till It's Gone        | - Álbum por Ben Harper - Lanzado: 17 de mayo de 2011 - Sello: Virgin Records                                               | 15                        | 9                         | 6                         | 3                         | 13                        | 2                         | 25                        | - FRA: Gold                                                                                              |
| Get Up!                    | - Álbum por Ben Harper with Charlie Musselwhite - Lanzado: 29 de enero de 2013 - Sello: Stax Records / Concord Music Group | 27                        | —                         | —                         | 13                        | —                         | —                         | —                         | |

- No mercy in this land (con Charlie Musselwhite) (2018)

### Álbumes en vivo
| Título                                                                | Detalles | Peak chart positions | Peak chart positions | Peak chart positions | Peak chart positions | Peak chart positions | Peak chart positions | Peak chart positions | Certificación                            |
| Título                                                                | Detalles | US                   | AUS                  | SWI                  | FRA                  | NZ                   | ITA                  | POR                  | Certificación                            |
| --------------------------------------------------------------------- | --- | -------------------- | -------------------- | -------------------- | -------------------- | -------------------- | -------------------- | -------------------- | ---------------------------------------- |
| Live from Mars                                                        | - Álbum por Ben Harper and the Innocent Criminals - Lanzado: 2001 - Sello: Virgin Records                     | 70                   | 2                    | 29                   | 3                    | 3                    | 12                   | —                    | - AUS: 2×Platinum - FRA: Gold - NZ: Gold |
| Live at the Apollo                                                    | - Álbum por Ben Harper and The Blind Boys of Alabama - Lanzado: 14 de marzo de 2005 - Sello: Virgin Records   | —                    | —                    | 96                   | 39                   | —                    | —                    | —                    | —                                        |
| Live at Twist & Shout                                                 | - Álbum por Ben Harper & the Innocent Criminals - Lanzado: 4 de diciembre de 2007 - Sello: Virgin Records     | —                    | —                    | —                    | —                    | —                    | —                    | —                    | —                                        |
| Live from the Montreal International Jazz Festival                    | - Álbum por Ben Harper and Relentless7 - Lanzado: 9 de marzo de 2010 - Sello: Virgin Records                  | 151                  | —                    | —                    | 57                   | —                    | —                    | 19                   | —                                        |
| Live from the Granada Theater: Dallas, Texas 18 de septiembre de 2013 | - Álbum por Ben Harper with Charlie Musselwhite - Lanzado: 31 de diciembre de 2013 - Sello: www.benharper.com | —                    | —                    | —                    | —                    | —                    | —                    | —                    | —                                        |

### Otros álbumes
| Pleasure and Pain  | - Álbum por Ben Harper y Tom Freund - Lanzado: 15 de marzo de 1992 - Sello: Cardas Records                 | —  | —   |
| As I Call You Down | - Álbum por Fistful of Mercy - Lanzado: 5 de octubre de 2010 - Sello: HOT Records                          | 50 | 154 |
| By My Side         | - Career spanning Retrospective album by Ben Harper - Lanzado: 16 de octubre de 2012 - Sello: Virgin / EMI | —  | —   |

### Álbumes virtuales
- iTunes Originals - Ben Harper
- iTunes Must Haves - Ben Harper

### Sencillos
- Like A King / Whipping Boy (1994)
- Ground on Down (1995)
- Excuse Me Mr. (1996)
- Gold to Me (1996)
- Faded (1997) #43 Australia, #54 Reino Unido[40]
- Jah Work (1997)
- Glory & Consequence (1997)
- Please Bleed (1999)
- Burn to Shine (1999)
- Forgiven (2000) #50 Australia
- Steal My Kisses (2000) #15 Estados Unidos Adult Top 40
- With My Own Two Hands (2003)
- Diamonds On the Inside (2003) #31 Estados Unidos Adult Top 40, #68 Australia
- Brown Eyed Blues (2004)
- Wicked Man (2004)
- There Will Be a Light (2004)
- Better Way (2006)
- Both Sides Of The Gun (2006)
- Morning Yearning (2006)[41]
- Fight Outta You (2007) #61 Hot Canadian Digital Charts
- Boa Sorte/Good Luck (2007) (con Vanessa da Mata) #1 Portugal; #1 Brasil
- In The Colors (2008)
- Fool For A Lonesome Train (2008)
- Shimmer & Shine (2009)
- Fly One Time (2009)
- Lay There & Hate Me (2010)
- Skin Thin (2010)
- The Word Suicide (2010)
- Never Tear Us Apart (con INXS) (2010)
- Rock N' Roll Is Free (2011)
- Don't Give Up on Me Now (2011, Solo en Italia)
- I Don't Believe A Word You Say (2012)

## Premios
- Premio Grammy a «Best Pop Instrumental Performance», en 2005.
- Premio Grammy a «Best Traditional Soul Gospel Album» junto a Blind Boys of Alabama, en 2005.